# Every Teardrop Is a Waterfall
"Every Teardrop Is a Waterfall" é uma canção da banda britanica de rock alternativo Coldplay. Foi lançada em 3 de junho de 2011, como download digital, exceto no Reino Unido aonde foi lançada em 5 de junho de 2011. A canção contém elementos da canção de 1976 "I Go to Rio" escrita por Peter Allen e Adrienne Anderson. A canção teve sua estreia nas rádios através da BBC Radio 1, BBC Radio 2, BBC 6 Music, Absolute Radio, e Xfm. A primeira vez que a faixa foi performada foi no festival Rock am Ring and Rock im Park em 2011, em Nuremberga, Alemanha.
A canção estreou na posição de número 29 na Billboard Hot 100 dos Estados Unidos, vendendo 85.000 cópias em sua primeira semana, e desde então, subiu para a posição de número 14. Desde seu lançamento, a canção já vendou mais de 2.076.000 cópias mundialmente.

## Antecedentes
Quando a canção foi lançada no canal oficial da banda no YouTube, o que provocou muitos comentários negativos na seção de comentários, dizendo que a canção era um plágio de "Ritmo de la Noche" dos The Sacados, ou de "I Go to Rio" de Peter Allen. No entanto, após o lançamento da canção, a frase "Every Teardrop Is a Waterfall contém elementos de 'I Go To Rio' escrito por Peter Allen e Adrienne Anderson", fazia parte da letra original feita por Coldplay desde o início. O Oracle (uma seção de perguntas e respostas no site do Coldplay) respondeu em 9 de junho de 2011 a uma questão colocada sobre a sua inspiração e colaboração:

Eu não acho que as pessoas foram compreensivas com a composição da canção. Para esclarecer: Chris se inspirou para escrever "Every Teardrop Is a Waterfall" depois de ouvir alguns acordes em uma cena noturna no filme de Alejandro González Iñárritu, Biutiful (2010). Os acordes no filme fazem parte de uma faixa que se baseia em "I Go To Rio" escrito por Peter Allen e Adrienne Anderson e lançada por Peter Allen em 1976. Se você olhar em um vídeo no YouTube você vai poder ouvir os acordes. Como há outras pessoas perguntando se "Ritmo de la Noche" dos The Sacados também deve ser creditado, a resposta é "não". Em primeiro lugar, existe uma canção cover feito pela banda Chocolate, que também contém elementos de "I Go To Rio". Em segundo lugar, ambos vieram mais tarde, em 1990, por isso acho que eles também deveriam ter creditado Peter & Adrienne.

Não é a primeira vez que o Coldplay usou samples para compor uma de suas canções, usando um riff de Kraftwerk para a faixa "Talk", presente em seu terceiro álbum de estúdio, X&Y.
Quanto à inspiração para "Moving to Mars", em 8 de julho de 2011, o Oracle respondeu afirmativamente a uma pergunta feita se a canção foi inspirada por um documentário do mesmo nome, dirigido por Mat Whitecross, sobre duas famílias sendo forçadas a sair da Birmânia para um mundo totalmente novo no Reino Unido. Mat Whitecross tem dirigido alguns videoclipes de Coldplay, incluindo o vídeo para "Every Teardrop Is a Waterfall".

## Recepção da crítica
"Every Teardrop Is a Waterfall" recebeu diversas críticas positivas dos críticos contemporâneos. Jed Gottlieb do Boston Herald, disse que o vocalista Chris Martin "Dá força para as fracas canções de atualmente, beleza para a base do pop, e para o mundo com um novo hino para o Coldplay", e completando, "Você pode sentir o amor e ver que a canção dominará mais uma vez as paradas musicais", e terminou dando a canção uma pontuação de B+. O blogueiro Perez Hilton disse que o novo single do Coldplay é "poderoso, instantâneo, incontestável, formidável, e sem dúvidas, um hit mundial". Sydney Brownstone da revista The L Magazine deu uma opinião um tanto quanto crítica à canção, dizendo que a mesma não é "uma de suas obras grandiosas e muito menos com integridade artística". Tim Chipping do site Holy Moly disse que "Every Teardrop Is a Waterfall" tem uma "pombosidade livre, e uma melodia agradavelmente cintilante". James Montgomery da MTV disse que a canção é "quatro minutos de pura elevação", e completando que "é uma canção em um estado de constante construção, cada vez mais maciça a cada segundo que passa". Jon Dolan da Rolling Stone de uma pontuação de 3.5/5 estrelas para a canção, dizendo que "os tambores presente na canção são semelhantes a "Sunday Bloody Sunday" do U2". Amy Sciarretto do site Pop Crush disse que "Every Teardrop Is a Waterfall" "é tão grande quanto o seu título sugere" e que "você vai querer ouvi-lá repetitivamente". Andrew Unterberger do Popdust disse que a canção é "muito simples", adicionando que "o maior e o melhor da música começa no momento em que está quase no fim", porém deu uma pontuação de 3.5/5 estrelas para a canção.

## Videoclipe

Screenshot do videoclipe

O videoclipe para o single foi lançado publicamente em 28 de junho de 2011. Mostra a banda tocando em vários cenários pintados com grafites coloridos feito pelos artistas da banda "Paris". O vídeo foi filmado entre 14 e 15 de junho de 2011 na Millennium Mills, no leste de Londres, perto do Aeroporto da Cidade de Londres. O videoclipe, que apresenta a banda usando uma técnica de stop-motion e foi dirigido por Mat Whitecross, que já trabalhou com a banda desde 1999 e foi responsável pelos videoclipes de "Lovers in Japan" e "Christmas Lights", entre outros.
O vídeo recebeu opiniões positivas dos críticos contemporâneos, que observaram o visual colorido do mesmo. A revista Rolling Stone disse que, "O clipe vibrante e colorido é bem adequado para a canção". O New York Post escreveu "o clipe mostra que os meninos estão tão interessados em empurrar as fronteiras com seus vídeos tanto com suas músicas". E o The Sun declarou que o vídeo é um "affair colorido".

## Faixas
- Download digital[22][23]

1. "Every Teardrop Is a Waterfall" – 4:03

- CD / 7" vinil / EP digital[24]

1. "Every Teardrop Is a Waterfall"
2. "Major Minus"
3. "Moving to Mars"

## Créditos
A seguir, pessoas que contribuíram para "Every Teardrop Is a Waterfall":
| - Guy Berryman – compositor - Jonny Buckland – compositor - Will Champion – compositor - Chris Martin – compositor - Peter Allen – compositor - Adrienne Anderson – compositor | - Markus Dravs – produtor - Dan Green – produtor e mixer - Rik Simpson – produtor e mixer - Mark 'Spike' Stent – mixer - Davide Rossi – instrumentos de corda - Jon Hopkins – programação adicional - Brian Eno – composição adicional |

## Desempenho nas paradas musicais
| País/Parada (2011)                        | Melhor posição |
| ----------------------------------------- | -------------- |
| Alemanha (Media Control AG)               | 28             |
| Austrália (ARIA)                          | 14             |
| Áustria (Ö3 Austria Top 40)               | 21             |
| Bélgica (Ultratop 50 Flandres)            | 4              |
| Bélgica (Ultratop 40 Valónia)             | 3              |
| Brasil - Billboard Brasil Hot 100         | 34             |
| Brasil - Billboard Brasil Hot Pop         | 17             |
| Canadá (Canadian Hot 100)                 | 9              |
| Coreia do Sul (GAON International Chart)  | 1              |
| Dinamarca (Hitlisten)                     | 8              |
| Espanha (PROMUSICAE)                      | 4              |
| Estados Unidos (Billboard Hot 100)        | 14             |
| Finlândia (Mitä hittiä)                   | 16             |
| França (SNEP)                             | 20             |
| Holanda (Mega Single Top 100)             | 1              |
| Irlanda (IRMA)                            | 14             |
| Itália (FIMI)                             | 3              |
| Japão (Japan Hot 100)                     | 6              |
| Noruega (VG-lista)                        | 8              |
| Nova Zelândia (RIANZ)                     | 13             |
| Polônia (ZPAV)                            | 8              |
| Portugal (AFP)                            | 3              |
| Reino Unido (The Official Charts Company) | 6              |
| Suécia (Sverigetopplistan)                | 54             |
| Suíça (Schweizer Hitparade)               | 6              |

| País        | Certificações | Vendas  |
| ----------- | ------------- | ------- |
| Austrália   | Ouro          | 35 000  |
| Itália      | Ouro          | 15 000  |
| Reino Unido | Prata         | 200 000 |

## Histórico de lançamento
| País           | Data                | Formato                                                  |
| -------------- | ------------------- | -------------------------------------------------------- |
| Mundo          | 3 de junho de 2011  | Download digital                                         |
| Reino Unido    | 5 de junho de 2011  | Download digital                                         |
| Mundo          | 27 de junho de 2011 | CD single, 7" vinil, EP digital                          |
| França         | 4 de julho de 2011  | CD single                                                |
| Estados Unidos | 21 de junho de 2011 | Hot/Modern adult contemporary e mainstream radio airplay |